# 圣殿堂
圣殿堂（英語：House of the Temple）是一座共济会会所，位于美国华盛顿哥伦比亚特区西北16街1733号，1911年10月31日奠基，1915年10月18日建成。设计者約翰·羅素·波普，模仿了古代世界七大奇迹，哈利卡纳苏斯的摩索拉斯王陵墓。
这座建筑是丹·布朗的小说《失落的秘符》中的关键场景。